# 18286 Kneipp
18286 Kneipp è un asteroide della fascia principale. Scoperto nel 1973, presenta un'orbita caratterizzata da un semiasse maggiore pari a 2,4190381 UA e da un'eccentricità di 0,1571157, inclinata di 3,27168° rispetto all'eclittica.
Freimut Börngen ha dedicato l'asteroide all'abate bavarese Sebastian Kneipp, a cui si deve la riscoperta dell'idroterapia.